# USS Wesson
Lo USS Wesson (hull classification symbol DE-184) fu un cacciatorpediniere di scorta della classe Cannon, entrato in servizio nel novembre 1943 con la United States Navy. Dopo aver prestato servizio nella seconda guerra mondiale sul fronte del Pacifico, nel gennaio 1951 l'unità fu ceduta alla Marina Militare italiana nel quadro del programma di mutua assistenza militare, assumendo il nome di Andromeda (distintivo ottico F 592); nella Marina Militare costituì la classe Aldebaran insieme alle gemelle Altair (ex USS Gandy) e Aldebaran (ex USS Thornhill).
Queste navi entrarono in servizio insieme alle unità della classe Artigliere nel quadro di un programma di potenziamento navale avviato nel 1950 e vennero utilizzate prima come "avviso scorta", poi nel 1957 come fregate e dal 1962 fino al loro disarmo come corvette.

## Storia
Il Wesson era stato costruito nei cantieri di Newark nel New Jersey, dove venne varato il 17 ottobre 1943 entrando in servizio il successivo 11 novembre.
Destinata nel teatro del Pacifico, operò in supporto alle azioni nelle Filippine e a Iwo Jima. Il 7 aprile 1944 venne danneggiata da un aereo kamikaze che si schiantò nei pressi dei tubi lanciasiluri a centro nave. Nell'impatto persero la vita quattro uomini dell'equipaggio, mentre uno scomparve e venticinque rimasero feriti. Completate le riparazioni di emergenza il 10 aprile, il giorno dopo la nave partì per raggiungere San Francisco in California per effettuare ulteriori riparazioni al termine delle quali raggiunse Pearl Harbor il 21 luglio riprendendo l'attività di scorta.
Al termine del conflitto, nel quale la nave ebbe importanti decorazioni, l'unità venne collocata in riserva il 24 giugno 1946 per poi essere trasferita all'Italia il 10 gennaio 1951. Entrata a far parte della Marina Militare venne ribattezzata Andromeda e con l'ingresso dell'Italia nella NATO ebbe assegnata la matricola F 592. Prestò servizio fino al 1972, quando venne posta in disarmo ed avviata alla demolizione.